# Metallura
I Metalluri (Metallura Gould, 1847) sono un genere di uccelli della famiglia Trochilidae.

## Tassonomia
Comprende le seguenti specie:
- Metallura tyrianthina (Loddiges, 1832) - metalluro variabile
- Metallura iracunda Wetmore, 1946 - metalluro di Perija
- Metallura williami (Delattre & Bourcier, 1846) - metalluro verde
- Metallura baroni Salvin, 1893 - metalluro golaviola
- Metallura odomae Graves, 1980 - metalluro neblina
- Metallura theresiae Simon, 1902 - metalluro ramato
- Metallura eupogon (Cabanis, 1874) - metalluro golaflammea
- Metallura aeneocauda (Gould, 1846) - metalluro squamato
- Metallura phoebe (Lesson & Delattre, 1839) - metalluro nero